# Vigesimosegunda Enmienda a la Constitución de los Estados Unidos
La Vigesimosegunda Enmienda a la Constitución de los Estados Unidos (Enmienda XXII) establece un límite de mandatos al presidente de los Estados Unidos. El Congreso aprobó la enmienda el 21 de marzo de 1947. Fue ratificada por el número necesario de estados el 27 de febrero de 1951.

## Texto
Section 1.No person shall be elected to the office of the President more than twice, and no person who has held the office of President, or acted as President, for more than two years of a term to which some other person was elected President shall be elected to the office of the President more than once. But this article shall not apply to any person holding the office of President when this article was proposed by the Congress, and shall not prevent any person who may be holding the office of President, or acting as President, during the term within which this article becomes operative from holding the office of President or acting as President during the remainder of such term.
Section 2. This article shall be inoperative unless it shall have been ratified as an amendment to the Constitution by the legislatures of three-fourths of the several States within seven years from the date of its submission to the States by the Congress.
Sección 1. Ninguna persona podrá ser elegida para el cargo de Presidente más de dos veces, y ninguna persona que haya ocupado el cargo de Presidente, o ejercido como Presidente, durante más de dos años de un mandato para el que otra persona hubiera sido elegida como Presidente, será elegida para el cargo de Presidente más de una vez. Pero este artículo no debe aplicarse a ninguna persona que ostente el cargo de Presidente cuando este artículo fue propuesto por el Congreso, y no debe impedir a la persona que ostente el cargo de Presidente, o actúe como Presidente, durante el período dentro del cual este artículo entra en vigor, de ocupar el cargo de Presidente o actuar como Presidente durante el resto de ese mandato.
Sección 2. Este artículo no entrará en vigor a menos que haya sido ratificado como una Enmienda de la Constitución por las legislaturas de tres cuartos de los estados dentro del periodo de siete años desde la fecha de su presentación a los estados por el Congreso.

## Historia

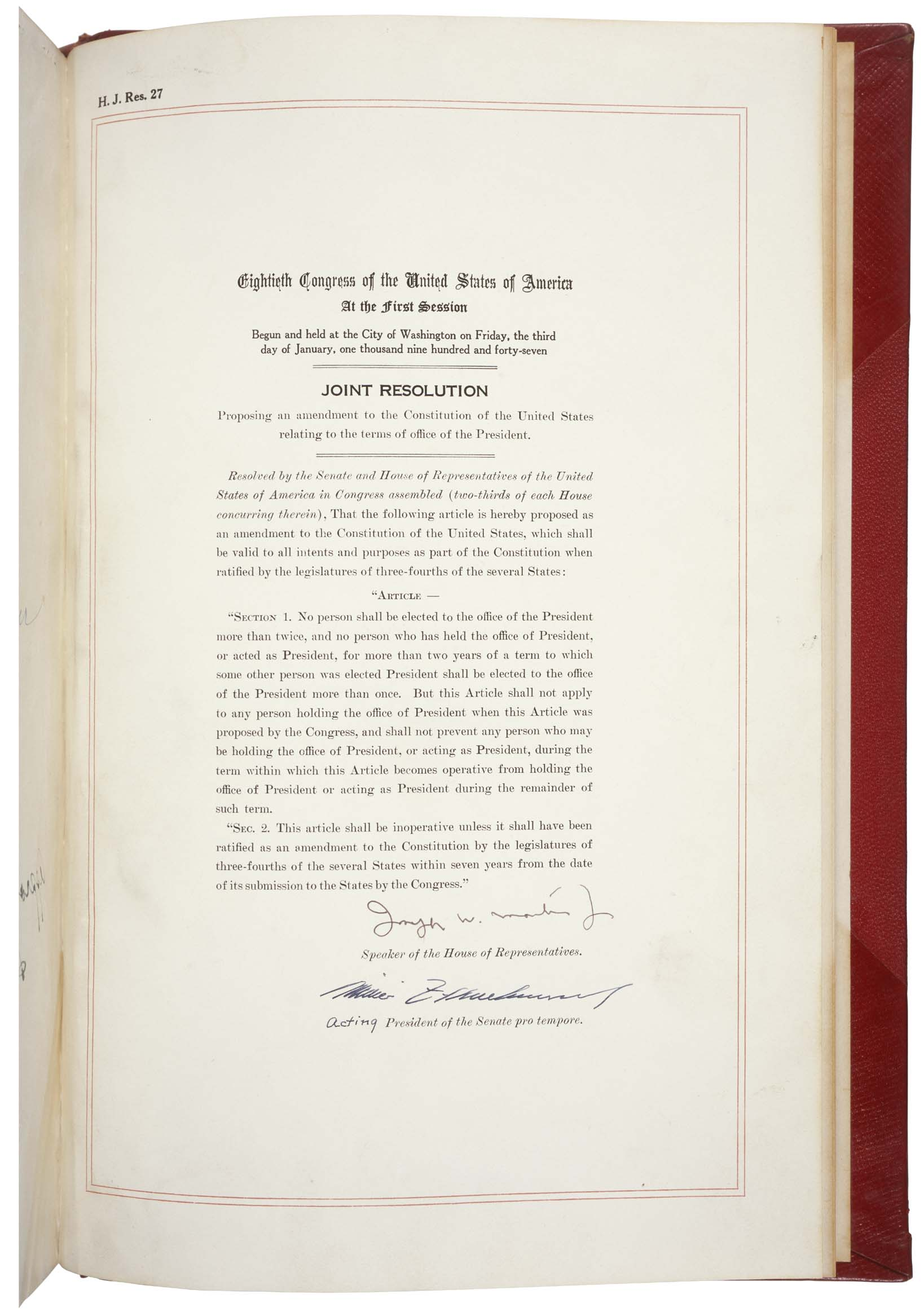
Vigesimosegunda Enmienda en la Administración de Registros y Archivos Nacionales de EE. UU.

Los historiadores señalan la decisión de George Washington de no presentarse a un tercer mandato como prueba de que los fundadores de la nación estadounidense veían un límite de dos mandatos como convención y como un baluarte contra una posible monarquía; sin embargo, su mensaje de despedida (Farewell Address), sugiere que fue debido a su edad el que no se presentara a la reelección. Thomas Jefferson también contribuyó a la convención de un límite de dos mandatos; en 1807 escribió: 

...Si la finalización de los servicios de Magistrado principal no se fija por la Constitución, o se proviene por la práctica, su puesto, nominalmente de cuatro años, se hará hecho de por vida...
Thomas Jefferson
3° Presidente de los Estados Unidos

 Los sucesores inmediatos de Jefferson, James Madison y James Monroe, también se adhirieron al principio de dos mandatos.
Con anterioridad a  Franklin D. Roosevelt, pocos presidentes intentaron servir por más de dos mandatos. Ulysses S. Grant quiso presentarse a un tercer mandato en 1880 tras permanecer en el cargo de 1869 hasta 1877, pero no consiguió por poco la nominación de su partido. Theodore Roosevelt accedió a la presidencia tras el asesinato de William McKinley y fue posteriormente elegido en 1904 para un mandato completo, y así sirvió en el cargo de 1901 hasta 1909. Presentó posteriormente su candidatura (para un mandato no consecutivo) en 1912, pero perdió ante Woodrow Wilson. En 1940, Franklin D. Roosevelt se convirtió en el único presidente elegido para un tercer mandato; sus partidarios aludieron a la guerra en Europa como una razón para romper con el precedente. En la elección de 1944, durante la Segunda Guerra Mundial, ganó un cuarto mandato, pero sufrió una hemorragia cerebral y murió en el poder al año siguiente. Así, Roosevelt fue el único presidente que superó los límites establecidos por la Vigesimosegunda Enmienda antes de su ratificación.

## Propuesta y ratificación
El Congreso propuso la Vigesimosegunda Enmienda el 21 de marzo de 1947. Los siguientes estados ratificaron la enmienda:
1. Maine (31 de marzo de 1947)
2. Míchigan (31 de marzo de 1947)
3. Iowa (1 de abril de 1947)
4. Kansas (1 de abril de 1947)
5. Nuevo Hampshire (1 de abril de 1947)
6. Delaware (2 de abril de 1947)
7. Illinois (3 de abril de 1947)
8. Oregón (3 de abril de 1947)
9. Colorado (12 de abril de 1947)
10. California (15 de abril de 1947)
11. Nueva Jersey (15 de abril de 1947)
12. Vermont (15 de abril de 1947)
13. Ohio (16 de abril de 1947)
14. Wisconsin (16 de abril de 1947)
15. Pensilvania (29 de abril de 1947)
16. Connecticut (21 de mayo de 1947)
17. Misuri (22 de mayo de 1947)
18. Nebraska (23 de mayo de 1947)
19. Virginia (28 de enero de 1948)
20. Misisipi (12 de febrero de 1948)
21. Nueva York (9 de marzo de 1948)
22. Dakota del Sur (21 de enero de 1949)
23. Dakota del Norte (25 de febrero de 1949)
24. Luisiana (17 de mayo de 1950)
25. Montana (25 de enero de 1951)
26. Indiana (29 de enero de 1951)
27. Idaho (30 de enero de 1951)
28. Nuevo México (12 de febrero de 1951)
29. Wyoming (12 de febrero de 1951)
30. Arkansas (15 de febrero de 1951)
31. Georgia (17 de febrero de 1951)
32. Tennessee (20 de febrero de 1951)
33. Texas (22 de febrero de 1951)
34. Nevada (26 de febrero de 1951)
35. Utah (26 de febrero de 1951)
36. Minnesota (27 de febrero de 1951)

De acuerdo con la Constitución de los Estados Unidos, las enmiendas deben ser ratificadas por las tres cuartas partes de los estados para que entren en vigor. La ratificación de la Vigesimosegunda Enmienda se completó el 27 de febrero de 1951 (en ese momento la Unión estaba formada por 48 estados). La enmienda fue subsiguientemente ratificada por los siguientes estados:
1. Carolina del Norte (28 de febrero de 1951)
2. Carolina del Sur (13 de marzo de 1951)
3. Maryland (14 de marzo de 1951)
4. Florida (16 de abril de 1951)
5. Alabama (4 de mayo de 1951)

Esta enmienda fue específicamente rechazada por Oklahoma en junio de 1947 y por Massachusetts el 9 de junio de 1949.

## Oposición
Varios miembros del Congreso, como los representantes Barney Frank, José Serrano, y Howard Berman, el senador Harry Reid, han presentado propuestas legislativas para abrogar la Vigesimosegunda Enmienda, pero cada resolución murió antes prosperar en su respectivo comité. También hubo propuestas de sustituir el límite de dos mandatos absolutos por una limitación de no más de dos mandatos consecutivos.

## Situaciones personales
La Enmienda prohíbe a cualquier persona elegida para la presidencia y que ha servido como presidente, o como presidente interino durante más de dos años del mandato no vencido de su precursor, ser elegida más que una vez. La enmienda excluyó expresamente al presidente Harry S. Truman, que ostentaba el cargo en el momento de ser presentada la propuesta por el Congreso. Truman, que había servido durante la mayor parte del cuarto mandato no vencido de Franklin D. Roosevelt y que había sido elegido para un mandato completo en 1948, comenzó una campaña para el cargo en 1952, pero abandonó después de una pobre actuación en las primarias de Nuevo Hampshire.
Desde la ratificación de la Enmienda, el único presidente que podría haber servido más de dos términos en las actuales circunstancias fue Lyndon B. Johnson. Éste fue proclamado presidente en 1963 tras el asesinato de John F. Kennedy, sirvió los 14 meses finales del mandato de Kennedy y fue elegido presidente en 1964. Si Johnson se hubiera presentado en 1968 y hubiera sido elegido, habría servido nueve años y dos meses en total al final del nuevo mandato.
Gerald Ford ocupó la presidencia el 9 de agosto de 1974, y se mantuvo en el cargo durante más de dos años del mandato no vencido de Nixon. Así, si Ford hubiera ganado las elecciones en 1976 (perdió ante Jimmy Carter), no habría podido ser candidato para concurrir en 1980, a pesar de haber sido elegido una sola vez.